# Église Saint-Pierre de Saulges
Pour les articles homonymes, voir Église Saint-Pierre.
L'église Saint-Pierre, ou chapelle Saint-Pierre, est une église catholique située à Saulges, en France. Elle est réputée être le plus ancien édifice chrétien du département, avec la chapelle Notre-Dame de Pritz.

## Localisation
L'église est située dans le département de la Mayenne, au cœur du village de Saulges.

## Historique et description
L'édifice est inscrit au titre des monuments historiques en 1984.
Orientée aujourd'hui au nord-est et construite en bordure et sur une nécropole mérovingienne, la chapelle Saint-Pierre est l'ancienne église paroissiale de Saulges. Sa construction commence au  VIIIe siècle : les maçonneries des murs et des arcs, la massivité des supports, l'absence de voûtement traduisent cette ancienneté.
L'église est construite selon un plan en croix grecque initialement orientée au sud-est, le sol actuel de la partie basse repose sur la nécropole mérovingienne. Seule une petite partie de la nef d'origine est conservée, le reste se prolonge sous la maison mitoyenne. Les arcs nord et est sont les parties les plus anciennes, la croisée, surmontée d'une tour-lanterne, constitue avec le chœur et le bras nord du transept la partie pré-romane la mieux conservée et sont légèrement postérieurs. La faible épaisseur des murs exclut l'existence de voûtes initiales 
. L'arc ouvrant sur le chœur est constitué de tuiles issues d'un site romain des alentours. Sa clé en calcaire porte une inscription médiévale en onciale qui semble faire état d'une donation .
La chapelle sud est dédiée à saint Céneré. Construite et peinte au XVIe siècle à l'emplacement du bras sud du transept pré-roman, elle constitue une grande partie de la nef actuelle et change l'orientation de l'édifice qui devient nord-est (le pignon de la nef est sud-ouest). L'église Saint-Pierre devient trop petite pour accueillir à la fois les pèlerinages locaux et les offices paroissiaux. Une nouvelle église, l'église Notre-Dame, est élevée au XIe siècle et devient église paroissiale. La restauration entre 1958 et 1965 restitue un accès en perçant une porte et une fenêtre sur le pignon sud, dégage le mur du transept sud initial, débouche l'arc ouest ouvrant sur le début de la nef.
Les reliques de saint Céneré, qui aurait fondé l'église de Saulges et fait jaillir une source qui coule au pied de la statue de l'oratoire de Saint-Céneré, sont conservées dans le bras nord du transept.

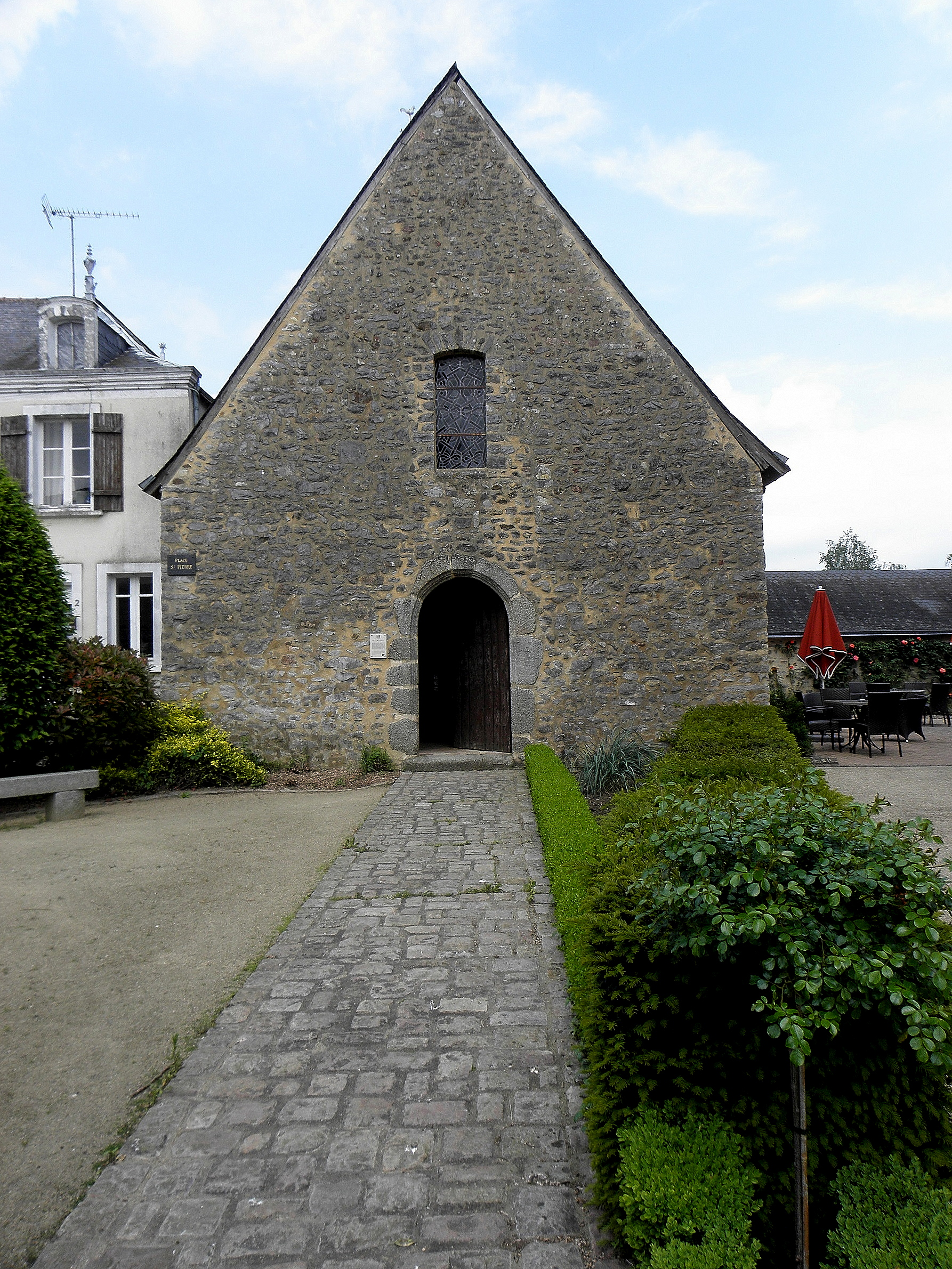
Entrée de la nouvelle nef, transept sud
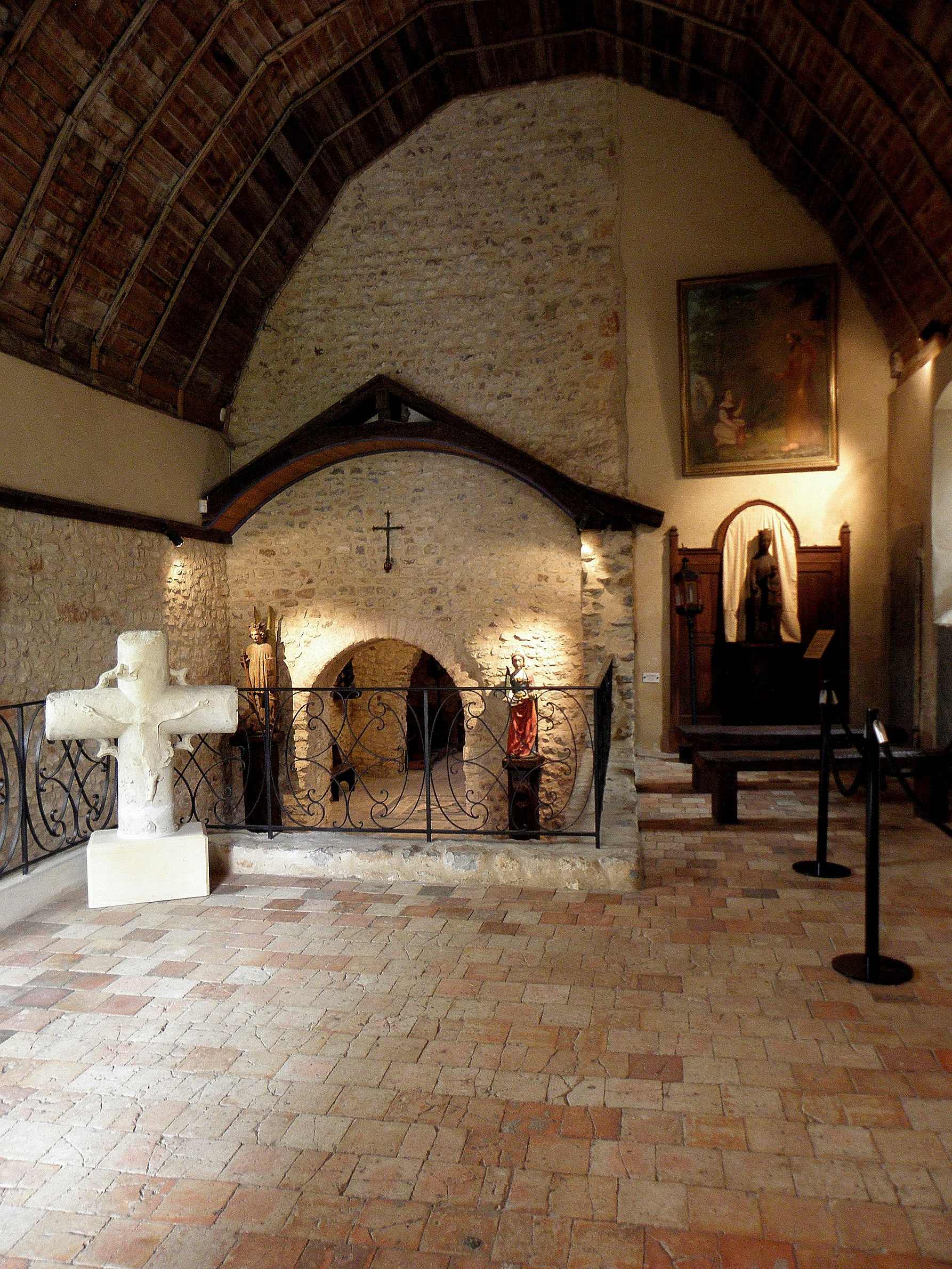
Nef dans le transept sud
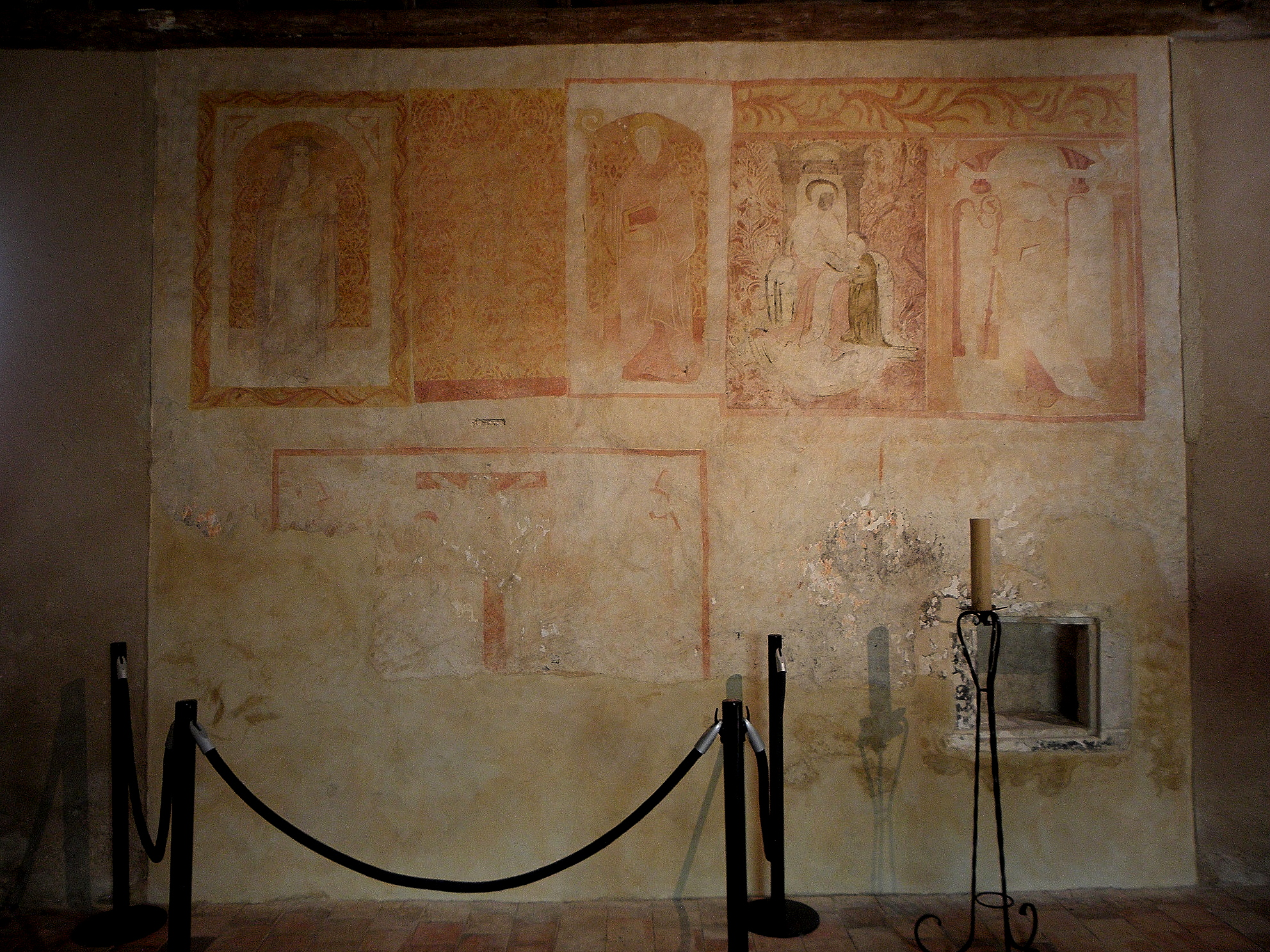
Fresques du XVIe siècle
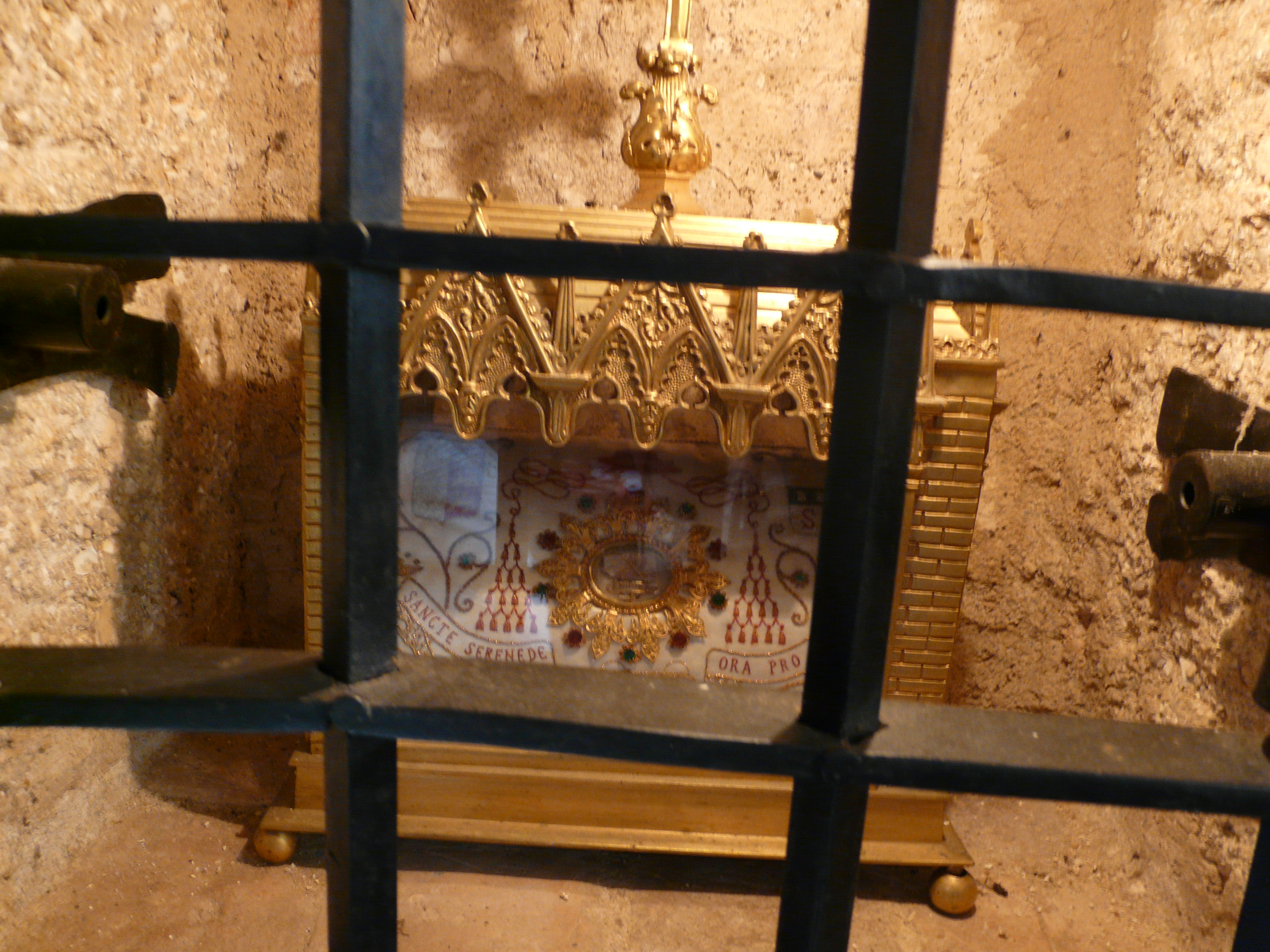
Reliquaire de saint Cénéré

Il n'est pas possible de faire le tour extérieur de l'édifice, seul le transept sud et une partie du chevet sont accessibles, le reste est inséré dans des propriétés privées voire des constructions. Un plan peut être consulté sur la notice du patrimoine  des Pays de la Loire citée en référence et sur les fiches patrimoniales de Saulges.
La statuaire :
- Saint Martin de Tours (bois polychrome, XVIIe siècle). Double hommage à saint Martin de Tours coupant son manteau (la charité de saint Martin) et au pape Martin Ier qui charge saint Céneré d'aller en Gaule.
- Le bienheureux Mérole (bois polychrome, XVIIIe siècle). Prêtre de l'abbaye d'Évron, il devint chorévêque de Saulges sous Charlemagne, secondant ainsi l'évêque du Mans Gauziolène (725-753 et 763-770). Mérole sera lui-même évêque du Mans de 773 à 785.
- Saint Cénéré (terre cuite, XVIIe siècle) : représenté en habit de cardinal représentation traditionnelle du saint depuis le XIIe siècle dignité que lui aurait conféré Martin Ier avant de l'envoyer en Gaule.
- Saint Bibien (bois polychrome, XVIIe siècle) : ce saint bénéficie d'un culte particulier dans cette paroisse : on fait appel à lui notamment pour la protection des animaux. Il devient évêque à la fin du Ve siècle. Selon la légende, il aurait miraculeusement libéré des paroissiens de Toulouse capturés par le roi des Wisigoths
- Sainte Radegonde (calcaire polychrome XVIIe siècle), reine des francs et martyre, épouse de Clotaire Ier fils de Clovis
- Sainte Barbe, (terre cuite, XVIe siècle), avec ses attributs, la palme et la tour
- Saint Avertin (terre cuite, XVIIe siècle), ermite tourangeau du XIIe siècle réputé pour les maux de tête
- Sainte Catherine (calcaire polychrome XVe siècle)
- Saint Joseph et l'enfant Jésus (terre cuite, XVIIe siècle)
- Saint Michel terrassant le dragon (bois polychrome XVIe siècle)
- Notre-Dame-des-Oui-Noué (bois XXe siècle copie d'une "sedes sapientiae" du XIIIe siècle)[6],[7]

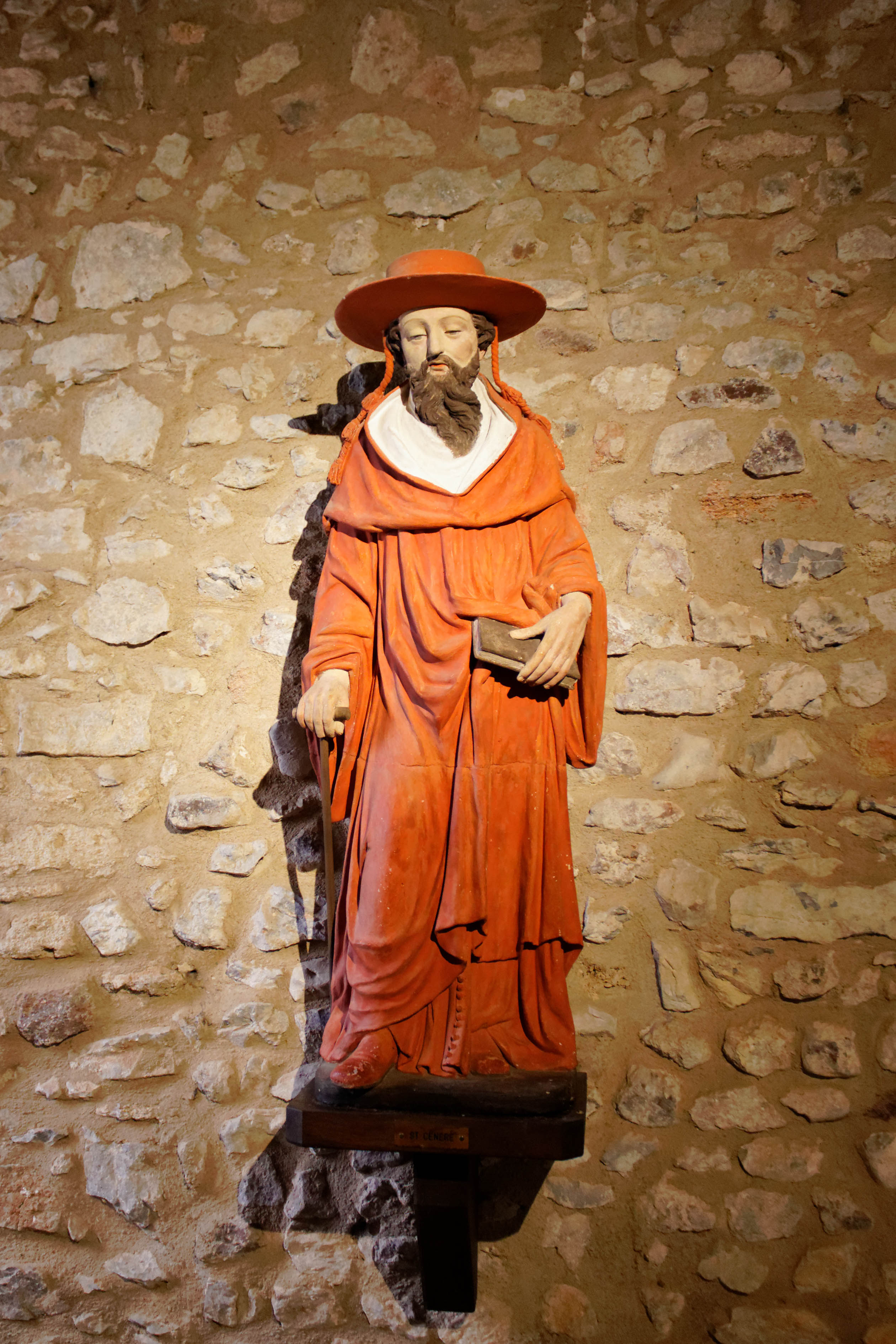
Cénéré de Saulges en tenue de cardinal
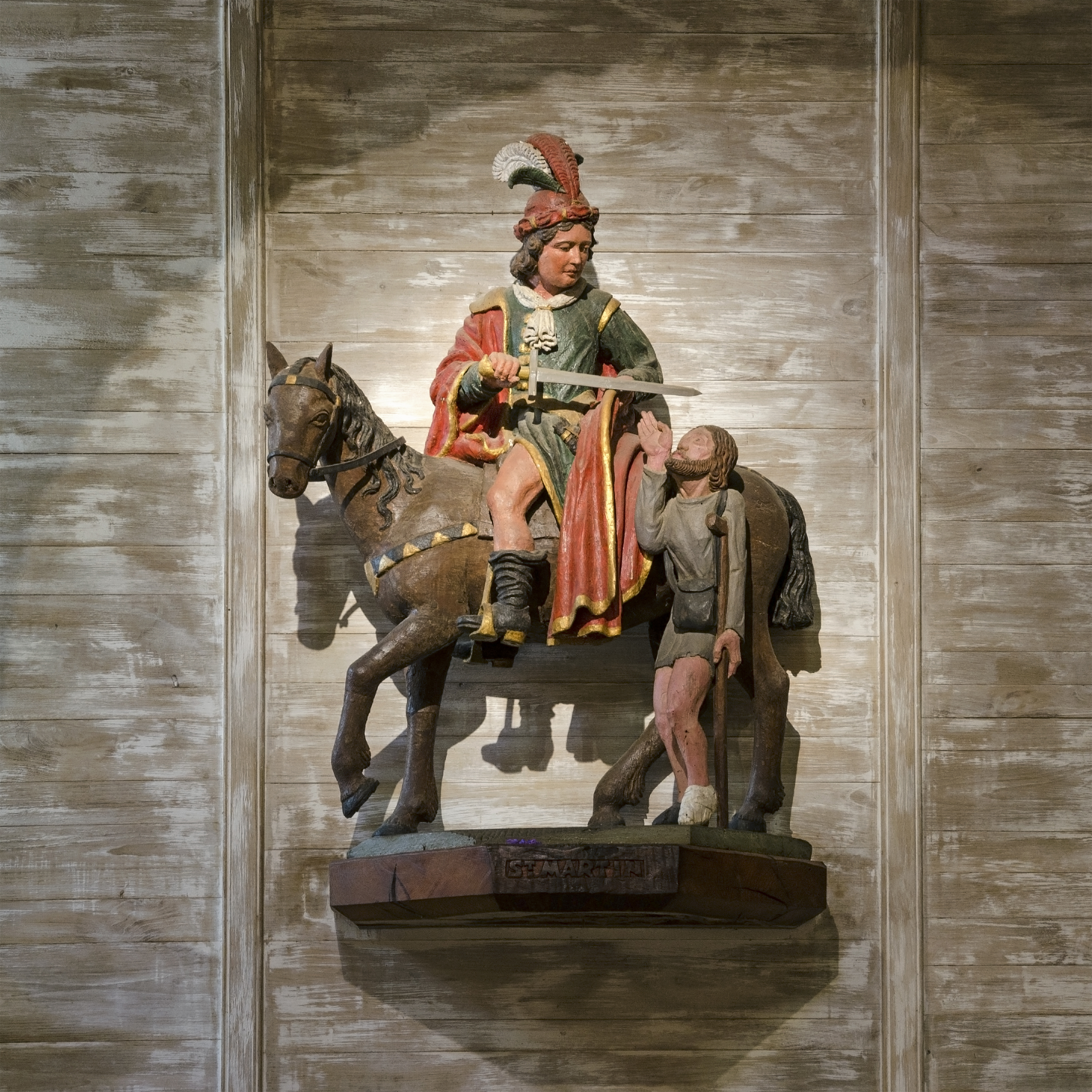
Charité de Saint Martin
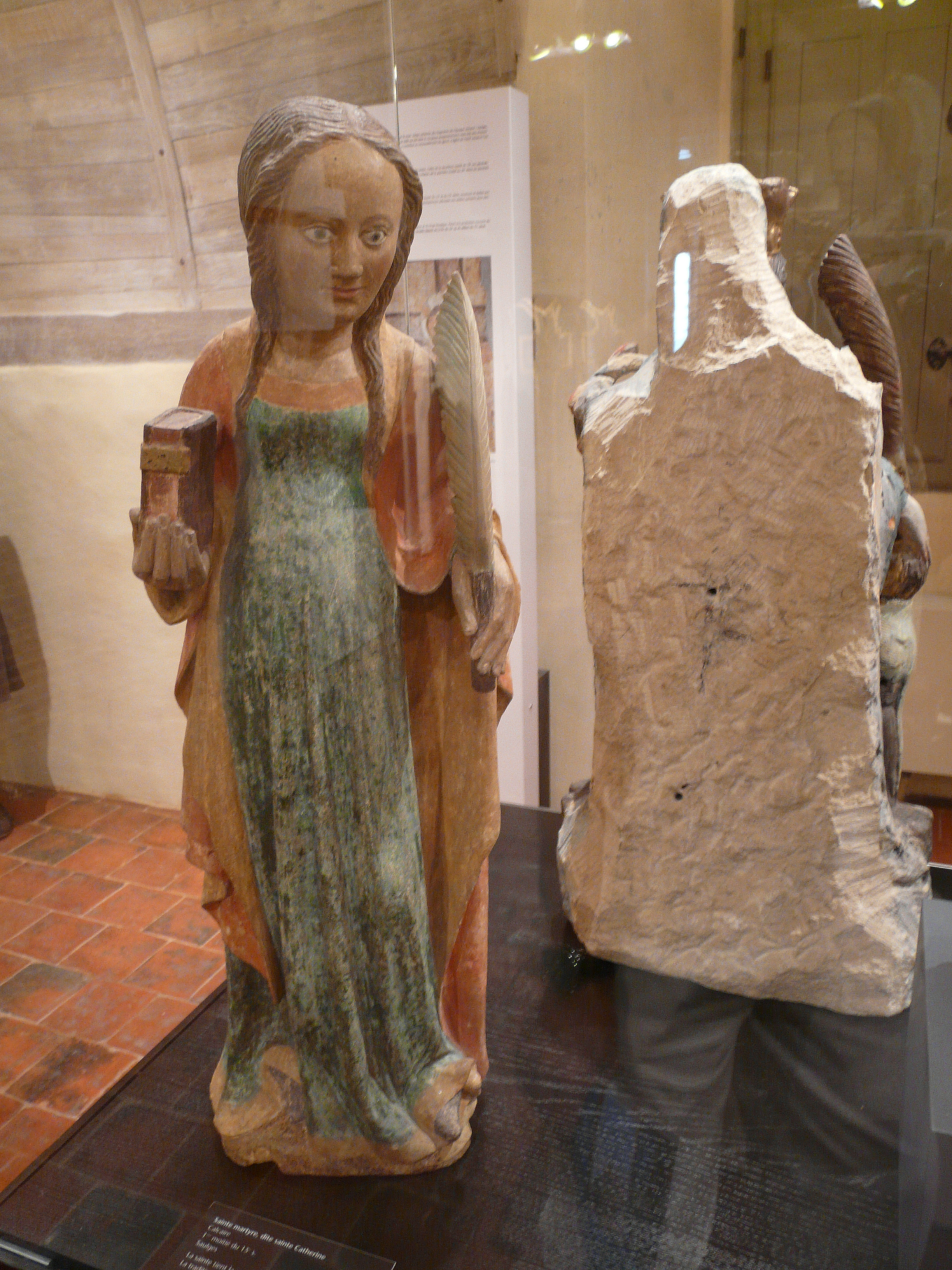
Sainte dite sainte Catherine (sainte Barbe?)
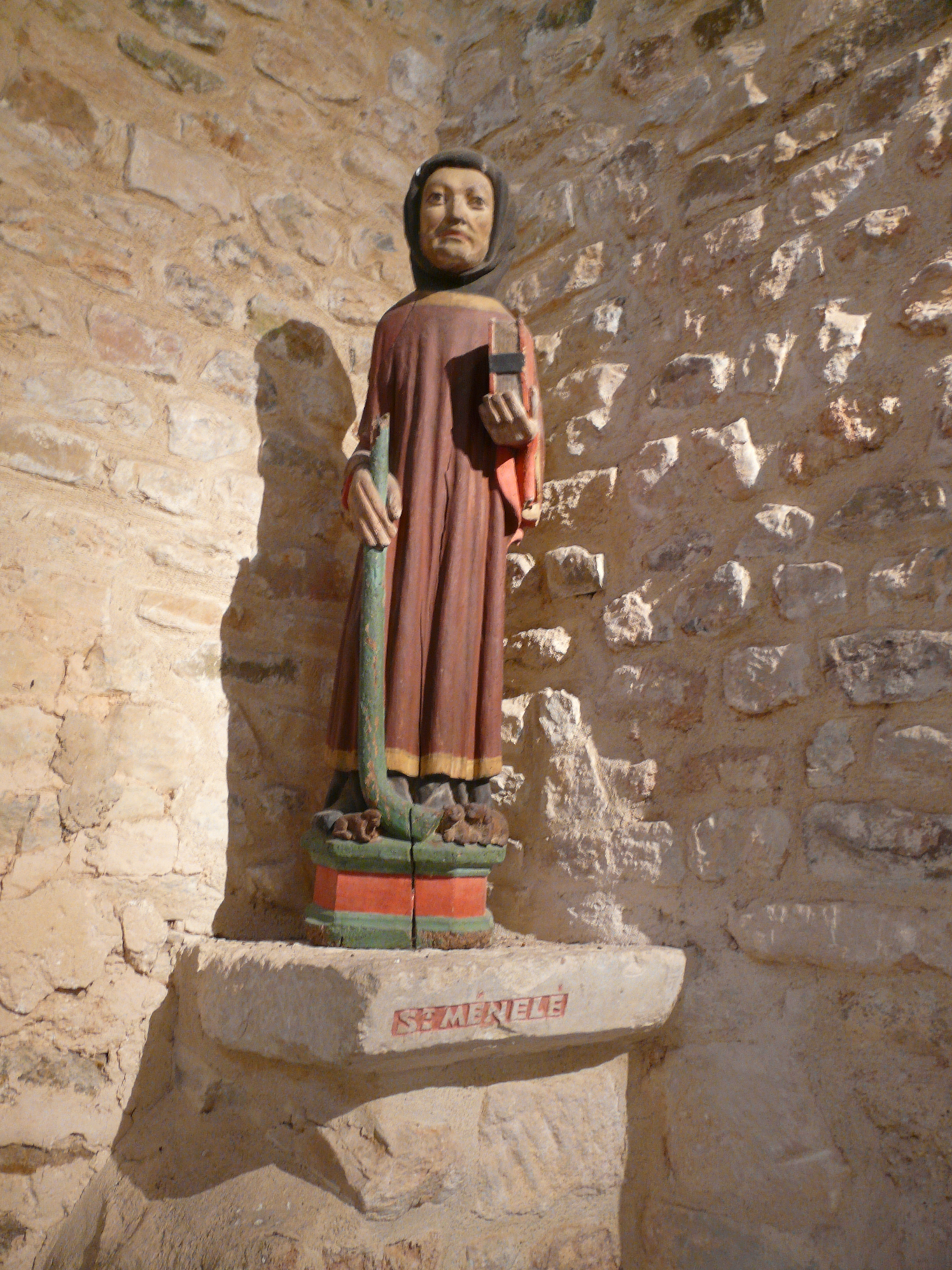
Saint Menelé
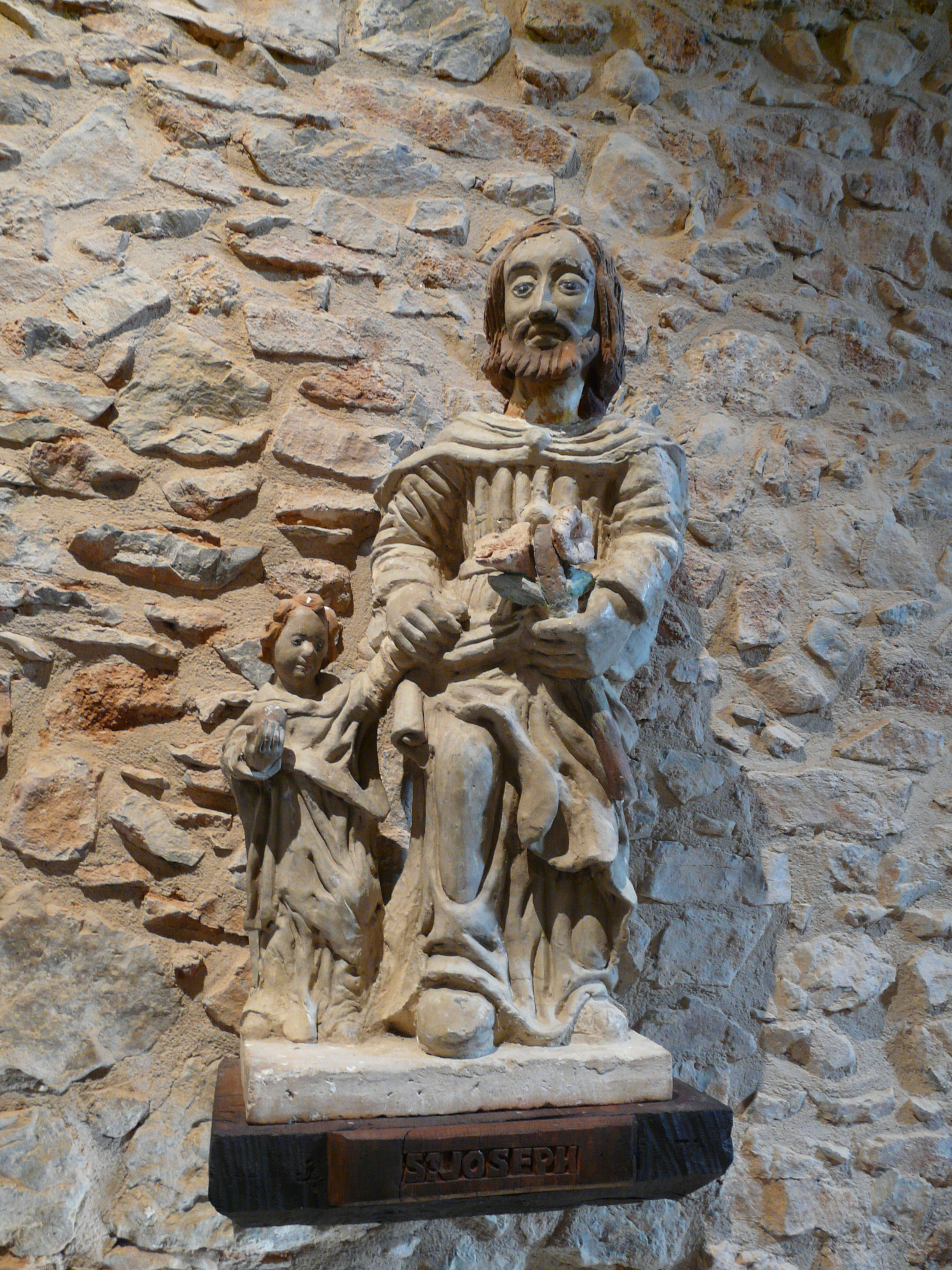
Saint Joseph et l'enfant Jésus
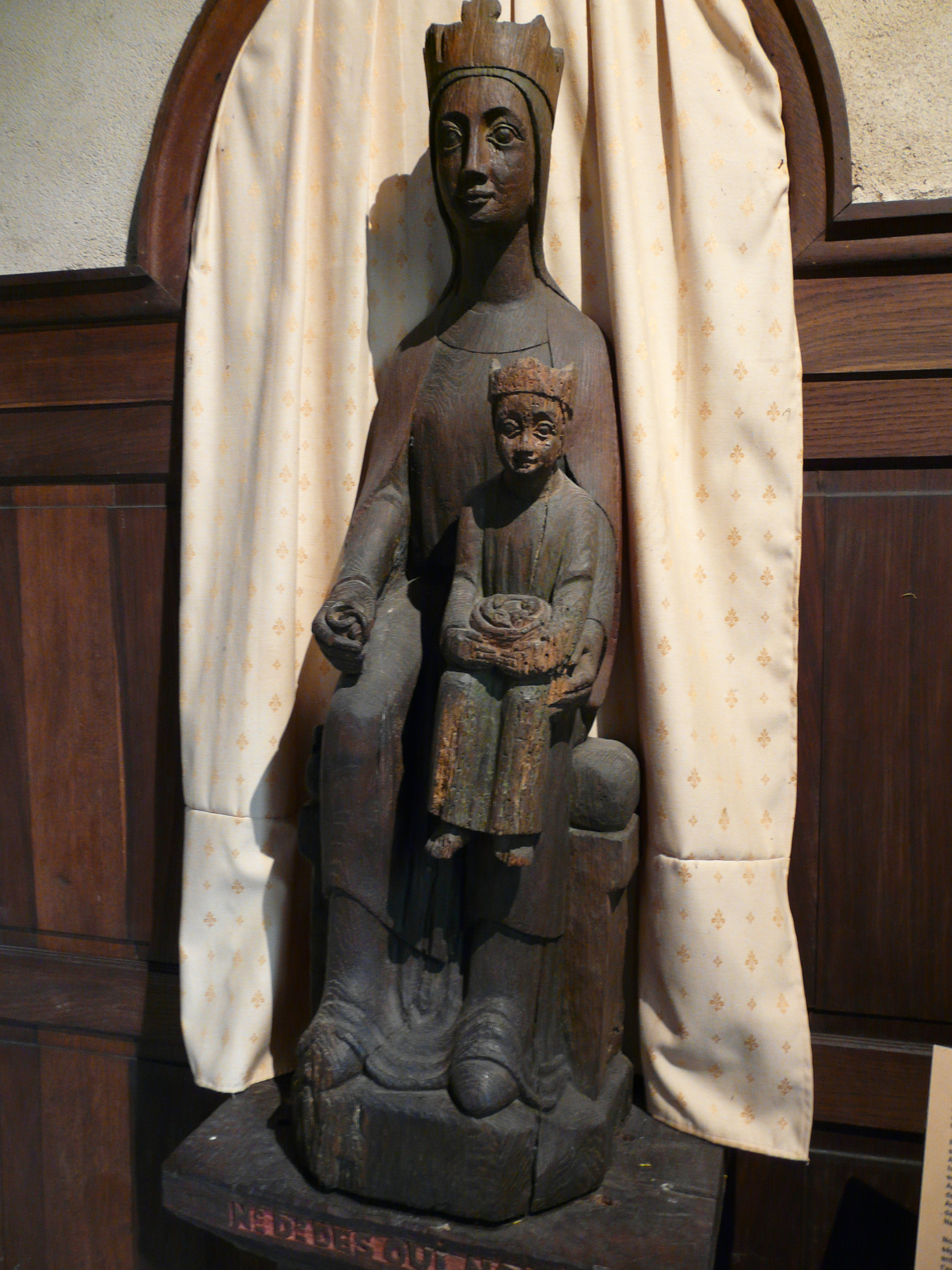
Notre-Dame-des-Oui-Noués - copie d'une sedes sapientiae du XIIIème